# Danh sách hãng hàng không Lào
Đây là danh sách hãng hàng không của Cộng hòa Dân chủ Nhân dân Lào.

## Hãng hàng không theo lịch trình
| Hãng hàng không | Hình ảnh | IATA | ICAO | Tín hiệu gọi | Năm hoạt động | Chú thích                                   |
| --------------- | -------- | ---- | ---- | ------------ | ------------- | ------------------------------------------- |
| Lao Airlines    |          | QV   | LAO  | LAO          | 1976          | Đổi thương hiệu từ Lao Aviation (1976-2004) |
| Lao Skyway      |          | LK   | LLL  | LAVIE        | 2002          | Đổi thương hiệu từ Lao Air (2002-2014)      |